# Kommandant der Seeverteidigung Kristiansand-Süd
Der Seekommandant Kristiansand-Süd, ab 1941 als Kommandant der Seeverteidigung Kristiansand-Süd, war ein regionaler Küstenbefehlshaber der deutschen Kriegsmarine im Zweiten Weltkrieg.

## Geschichte
Nach der deutschen Besetzung Norwegens im April 1940 setzte die Kriegsmarine zunächst einen deutschen Hafenkommandanten Kristiansand-Süd ein. Diese Dienststelle erhielt im Mai 1940 die Bezeichnung Seekommandant Kristiansand-Süd, und ihr Stabsquartier befand sich in Kristiansand.
Der Seekommandant Kristiansand-Süd unterstand zunächst dem Admiral der norwegischen Südküste. Sein Befehlsbereich reichte zunächst von Langesund im Osten bis zum Jössingfjord im Westen, später hier bis zum Flekkefjord. Die benachbarten Seekommandanturen waren Stavanger im Norden und Oslofjord im Osten.
Die Unterstellung wechselte im August 1940 mit der Auflösung der Dienststelle des Admirals der norwegischen Südküste zum Admiral der norwegischen Westküste.
Die schweren Batterien der dem Seekommandanten unterstellten Marineartillerieabteilung 502 waren zusammen mit ihren Gegenstücken in Dänemark (Bangsbo Fort) darauf ausgelegt, in das Skagerrak eindringende alliierte Seestreitkräfte zu bekämpfen.

## Unterstellte Dienststellen und Verbände

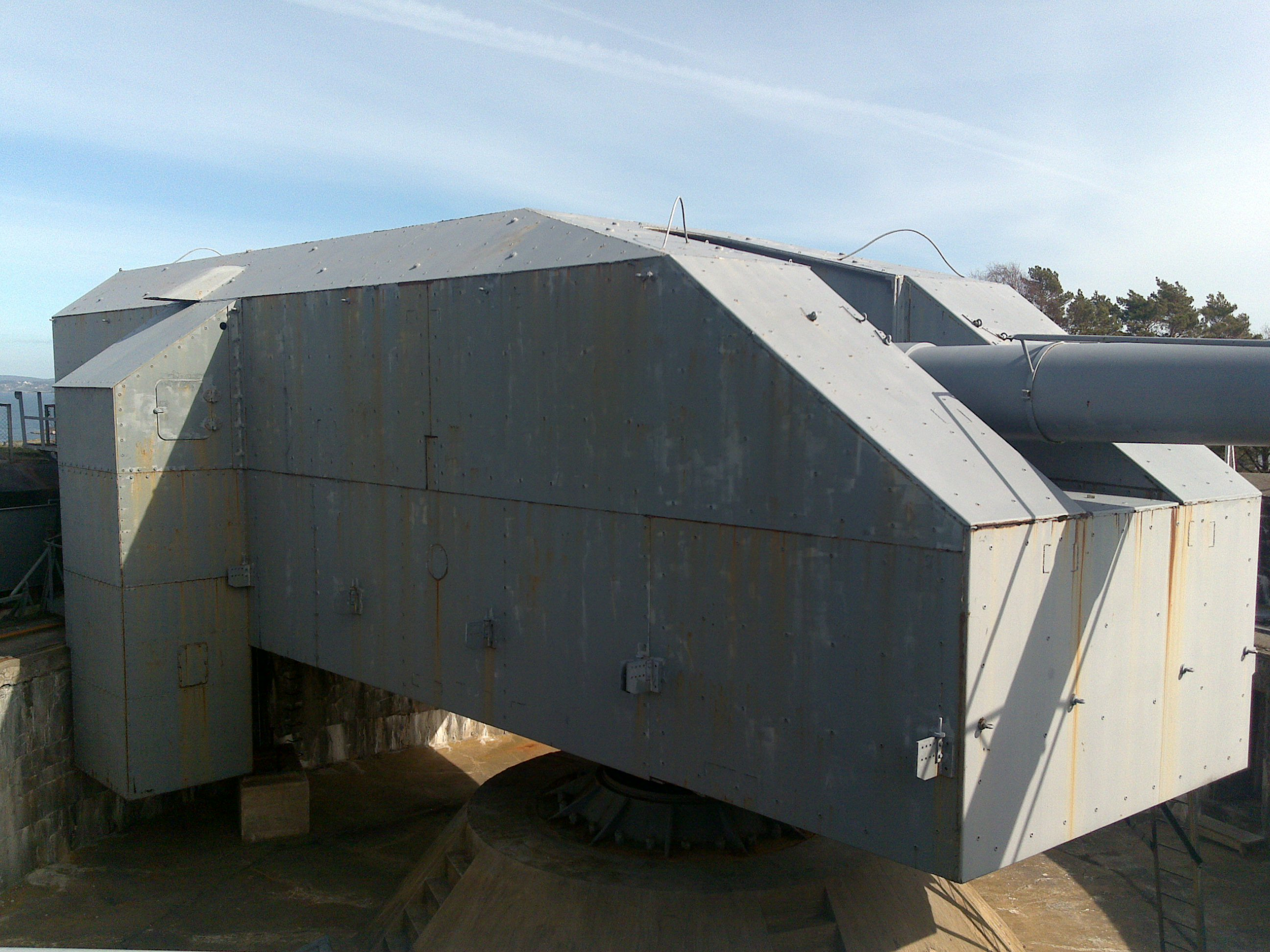
6. Batterie Vara der Marineartillerieabteilung 502 bei Kristiansand

Dem Seekommandanten waren folgende Verbände und Dienststellen unterstellt:
- Hafenkapitän Farsund
- Hafenkapitän Kristiansand-Süd
- Hafenkapitän Arendal
- Hafenschutzverband Kristiansand-Süd, ab Juni 1940 Hafenschutzflottille Kristiansand-Süd und bis September 1940 unter der Führung des Korvettenkapitäns d. R. z. V. Paul Koslik, im Juli 1944 aufgelöst
- Marineartillerieabteilung Kristiansand: im Juni 1940 aus den in Kristiansand stationierten Marinebatterien gebildet, ab Juli 1940 Marineartillerieabteilung 502 (Kristiansand) mit mehreren Batterien,[4] darunter
  - Randøya Fort (1. Batterie) MKB 1./502 (MKB – Marine-Küsten-Batterie): drei 15-cm-Geschütze
  - Belteviga Fort, Kjære (2. Batterie) MKB 2./502: drei 15-cm-Geschütze
  - Batterie Lakseviga, Flekkerøya (3. Batterie) MKB 3./502: zwei 21-cm-Geschütze
  - Odderøya (5. Batterie) MKB 5./502: vier 24-cm-Geschütze
  - Vara (6. Batterie) MKB 6./502: drei 38-cm-Geschütze und vier 8,8-cm-Geschütze
- Marineartilleriezeugamt Kristiansand-Süd, ab 1943 Marineartilleriearsenal
- Marineausrüstungsstelle Kristiansand-Süd

Im Befehlsbereich des Seekommandanten Kristiansand-Süd befand sich die Seetransportstelle Kristiansand-Süd, welche dem Seetransportchef Norwegen unterstellt war.

## Seekommandanten
Folgende Offiziere hatten den Dienstposten des Seekommandanten Kristiansand-Süd:
- Fregattenkapitän Wolfgang Jerchel, April – September 1940
- Konteradmiral Hermann von Bredow, September 1940 – Januar 1945
- Kapitän zur See Heinz Kiderlen, Januar 1945 – Auflösung der Dienststelle